# Betriebshof Trachenberge

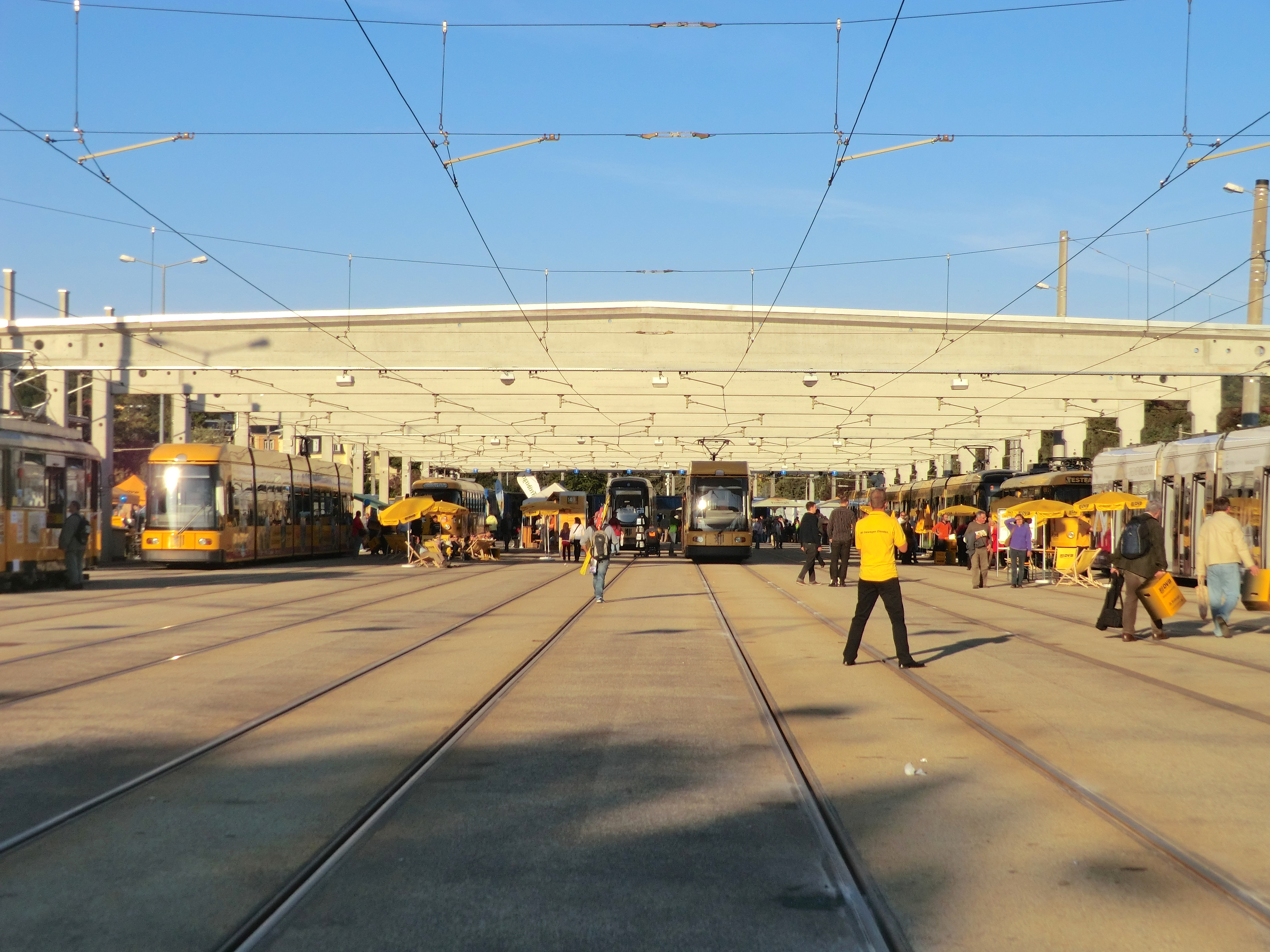
Betriebshof Trachenberge während der Feierlichkeiten zu 140 Jahren Straßenbahn in Dresden (2012)

Der Betriebshof Trachenberge ist ein Depot der Straßenbahn Dresden im nordwestlichen Dresdner Stadtteil Pieschen an der nach Trachenberge führenden Trachenberger Straße 36/38/40.

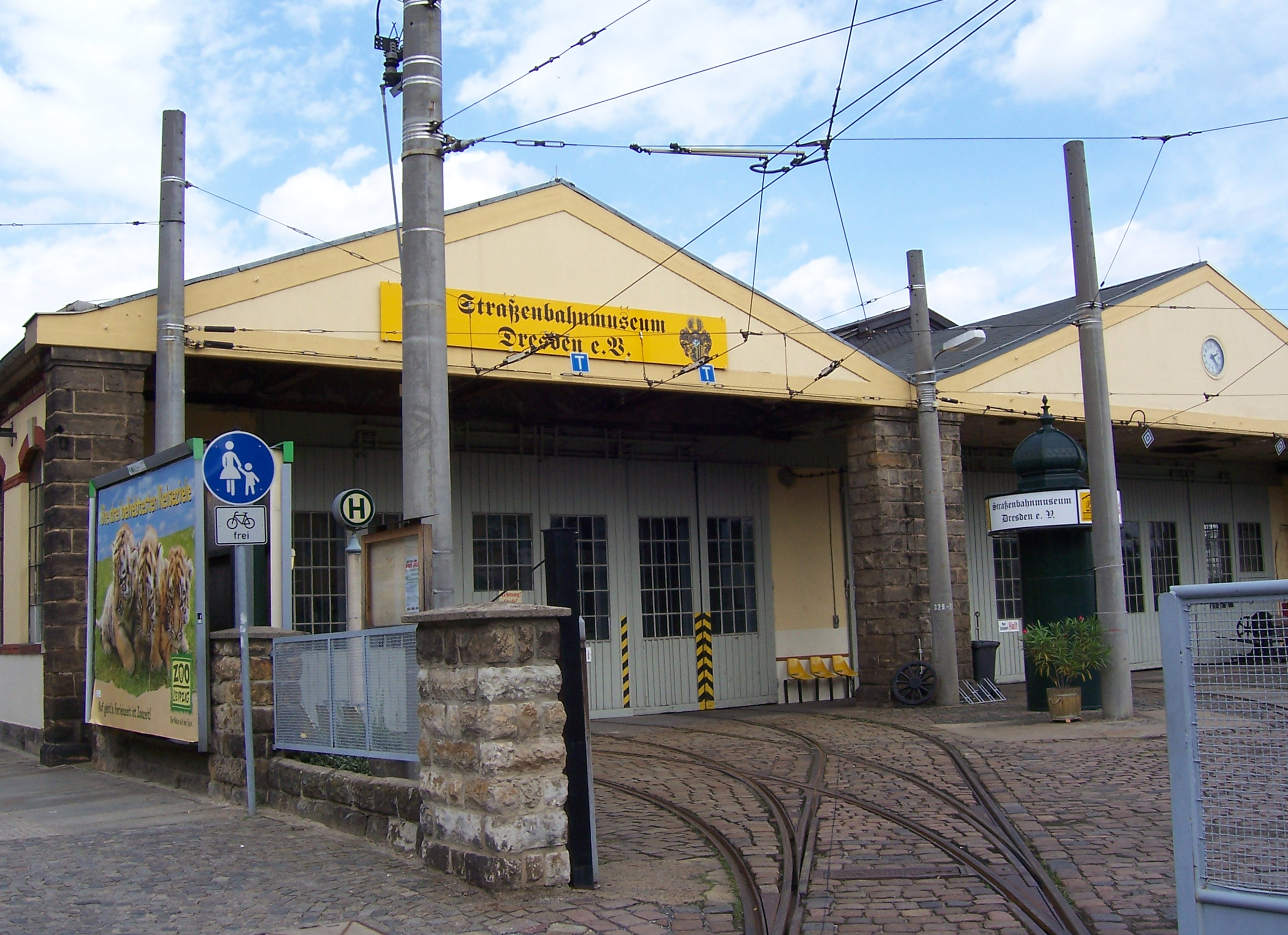
Zufahrt zum Straßenbahnmuseum

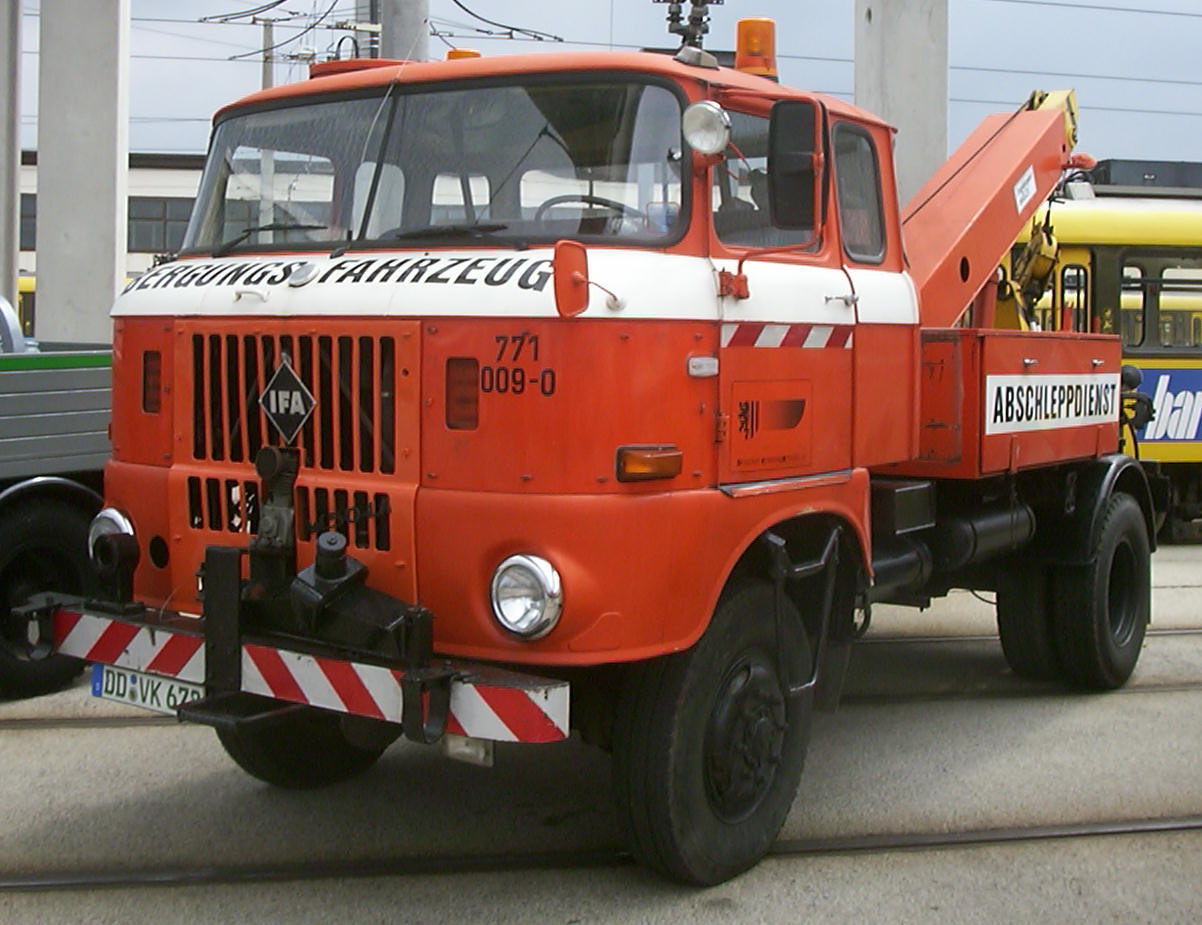
Bergungsfahrzeug der DVB auf IFA W50 bei der Nutzfahrzeug Classic 2007 auf dem Betriebshof Trachenberge

Im nördlichen Gebäude auf dem Gelände (Trachenberger Straße 40) haben die Dresdner Verkehrsbetriebe (DVB) seit 1997 ihren Unternehmenssitz.
Auf dem östlichen Teil befinden sich der Reparaturstützpunkt und die Abstellanlage, auf der neben der gesamten verbliebenen Tatra-Flotte unter anderem auch 34 Busse Platz finden.
In der alten, 1880 erbauten Wagenhalle an der Trachenberger Straße 38, in der einst die Pferde der Dresdner Pferdestraßenbahn untergebracht waren, befindet sich das Straßenbahnmuseum Dresden des gleichnamigen Vereins. Unter den ältesten Museumsfahrzeugen des Vereins befinden sich mehrere im Betriebshof Trachenberge hergestellte Trieb- und Beiwagen. In der Nachbarhalle, die allerdings kein Museum ist, stehen die Fahrzeuge des Vereins Historische Kraftfahrzeuge des Dresdner Nahverkehrs.
Die Straßenbahnhaltestelle Btf. Trachenberge ist kein regulärer Verkehrshalt im Liniennetz, sie wird nur von ein- und ausrückenden Bahnen bedient.